# Постгръндж
Постгрънджът е подстил на алтернативния рок и хардрока, който води началото си от средата на 90-те години като разновидност на гръндж музиката.

## Характеристика
Стилът е подобен на грънджа, но с по-комерсиално ориентиран звук. Това прави постгръндж групите „Фуу Файтърс“, „Никълбак“, „Крийд“ и „Мачбох Туенти“ най-успешни рок изпълнители за 90-те години и началото на XXI век.

## История
След излизането на албума „Невърмайнд“ (1991) на „Нирвана“, грънджът придобива световна популярност, макар стилът да не е с такава насоченост. През 1992 г. Кърт Кобейн е заснет носейки тениска с надпис „Grunge is Dead“ (Грънджът е мъртъв). Това води до дискусии дали грънджът запада. Смъртта на Кобейн през 1994, проблемите в Пърл Джем, както и наркозависимостта на Лейн Стейли от Алис ин Чейнс, водят до упадък на стила. Това кара звукозаписните компании да подписват с групи, които се опитват да им подражават. Терминът постгръндж описва тези групи. През 1995 г. бившият барабанист на „Нирвана“, Дейв Грол основава „Фуу Файтърс“, които популяризират стила и се превръщат в най-комерсиалната рок група през 90-те.
|  | Тази страница частично или изцяло представлява превод на страницата Post-grunge в Уикипедия на английски. Оригиналният текст, както и този превод, са защитени от Лиценза „Криейтив Комънс – Признание – Споделяне на споделеното“, а за съдържание, създадено преди юни 2009 година – от Лиценза за свободна документация на ГНУ. Прегледайте историята на редакциите на оригиналната страница, както и на преводната страница, за да видите списъка на съавторите. ВАЖНО: Този шаблон се отнася единствено до авторските права върху съдържанието на статията. Добавянето му не отменя изискването да се посочват конкретни източници на твърденията, които да бъдат благонадеждни. |